# Еди и Лу
Еди и Лу су два измишљена лика из цртане серије Симпсонови. Они су двојица од три главна полицајаца у Спрингфилду, поред полицајца Вигама.
Када немају посла, седе у Красти Бургеру и разговарају.